# اروپای جنوب شرقی

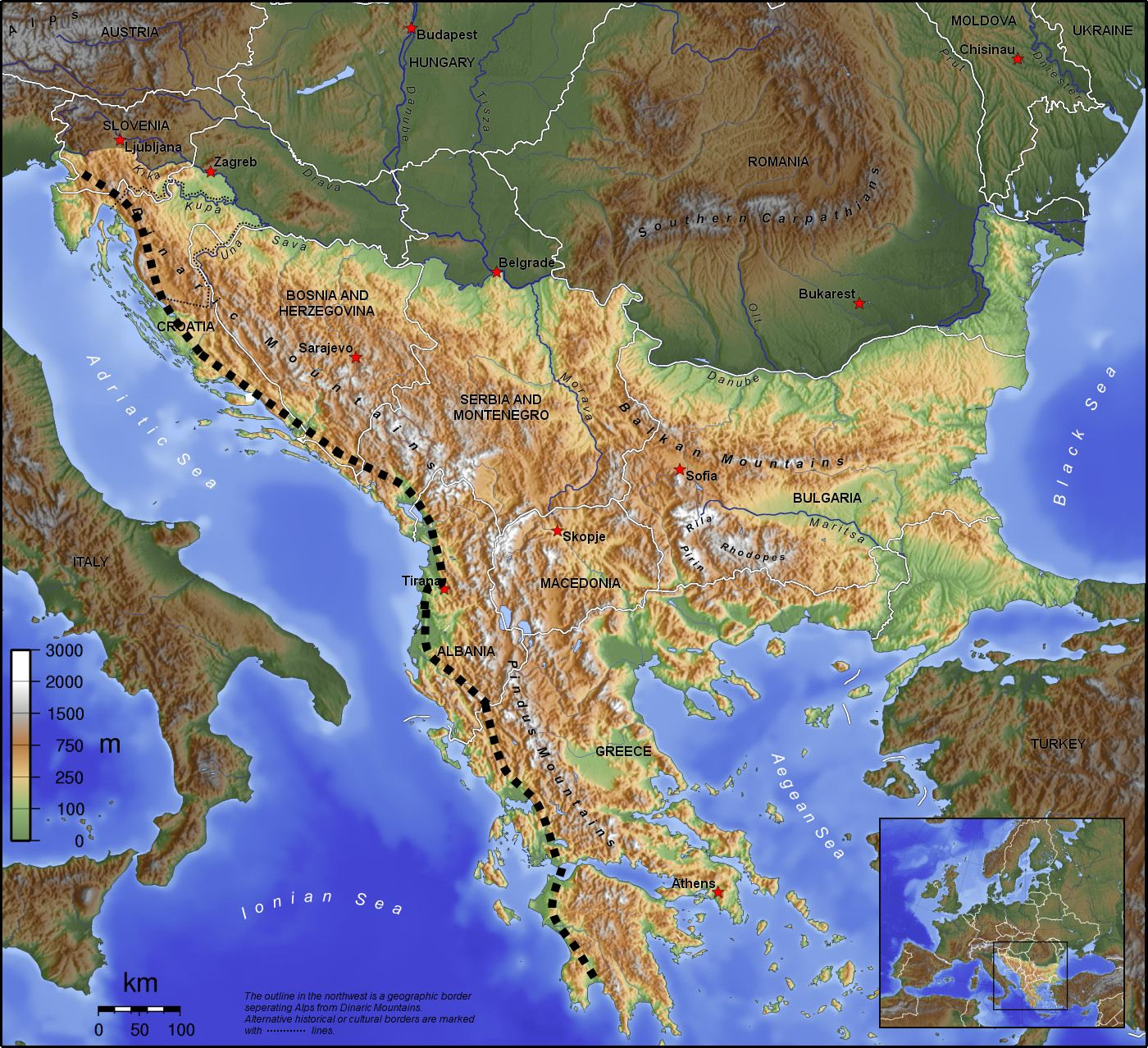
ویژگی‌های جغرافیایی جنوب‌شرقی اروپا

گروه‌بندی اروپا بر اساس اطلاعات‌نامهٔ جهان:
اروپای مرکزی
اروپای شرقی
اروپای جنوب شرقی

جنوب‌شرقی اروپا یا اروپای جنوب‌شرقی (به انگلیسی: Southeast Europe) به کشورهایی گفته می‌شود که در یک منطقهٔ جغرافیایی از اروپا، متشکل از شبه‌جزیرهٔ بالکان هستند. کشورهای مستقلی که در جنوب‌شرقی اروپا هستند به ترتیب حروف الفبای انگلیسی، آلبانی، بوسنی و هرزگوین، بلغارستان، کرواسی، قبرس، یونان، کوزوو، مقدونیه، مولداوی، مونته‌نگرو، رومانی، صربستان، اسلوونی و ترکیه می‌باشند. بر طبق آخرین گروه‌بندی نشریهٔ اطلاعات نامهٔ جهان که توسط سازمان سیا گردآوری و تهیه می‌شود، قاره اروپا به ۱۲ قسمت تبدیل می شود شامل: جنوب شرقی اروپا(متشکل از ترکیه، جمهوری آذربایجان، ارمنستان، نخجوان و گرجستان، قبرس)، جنوب میانه اروپا(متشکل از یونان، ایتالیا، جزیره مالت‌‌ و مقدونیه)، جنوب اروپا(شمال الجزایر و شمال مراکش!)، جنوب غرب اروپا(اسپانیا، پرتغال و جبل الطارق)، غرب میانه اروپا(انگلستان، ولز، ایرلند شمالی، جمهوری ایرلند، اسکاتلند، فرانسه، هلند و بلژیک) شمال غرب اروپا(فنلاند، سوئد، ایسلند، نروژ و دانمارک)، مرکز اروپا(آلمان، لهستان، مجارستان، بخش برون مرزی کوچکی از روسیه، اسلواکی، جمهوری چک، اتریش، سوئیس و اسلوونی)، جنوب شرق اروپا(بخش کوچکی از غرب ترکیه که شامل دو شهر مهم استانبول و ازمیر است، کرواسی، بوسنی هرزگوین و کوزوو، صربستان و بلغارستان) شمال شرق اروپا(اوکراین، استونی، لتونی، لیتوانی، رومانی، مولداوی، بلاروس، مونته نگرو، آلبانی، بخش اصیل اروپایی روسیه که حدوداً ۴ برابر کشوری مثل اوکراین وسعت داشته و شامل میادین بزرگ و مهم سوخت های فسیلی مانند نفت و گاز و تاسیسات صادرات ۸۰ درصد تولیدات مختلف این کشور وسیع است. همچنین پایتخت این کشور یعنی مسکو و سنت پترزبورگ در این بخش قرار دارند)، شرق میانه اروپا(بخش نسبتاً وسیعی از روسیه که البته بیشتر موقعیت جغرافیایی اوراسیایی دارد)
این مرزها تا حد زیادی متفاوت بوده و به دلایل سیاسی، اقتصادی، فرهنگی، خطوط مرزی، تجاری و بازرگانی، اجتماعی، ژئوپلیتیکی، جغرافیایی و حتی ورزشی مانند تمایل به برگزاری مسابقات فوتبال منطقه ای به‌طور گسترده‌ای مورد مناقشه است. شبهٔ جزیرهٔ کریمه که در منطقه بالکان و دریای سیاه قرار دارد تاکنون بیشترین موارد مناقشه را داشته است و سه کشور روسیه، ترکیه و اوکراین بر سر آن اختلاف دارند.

## تعریف

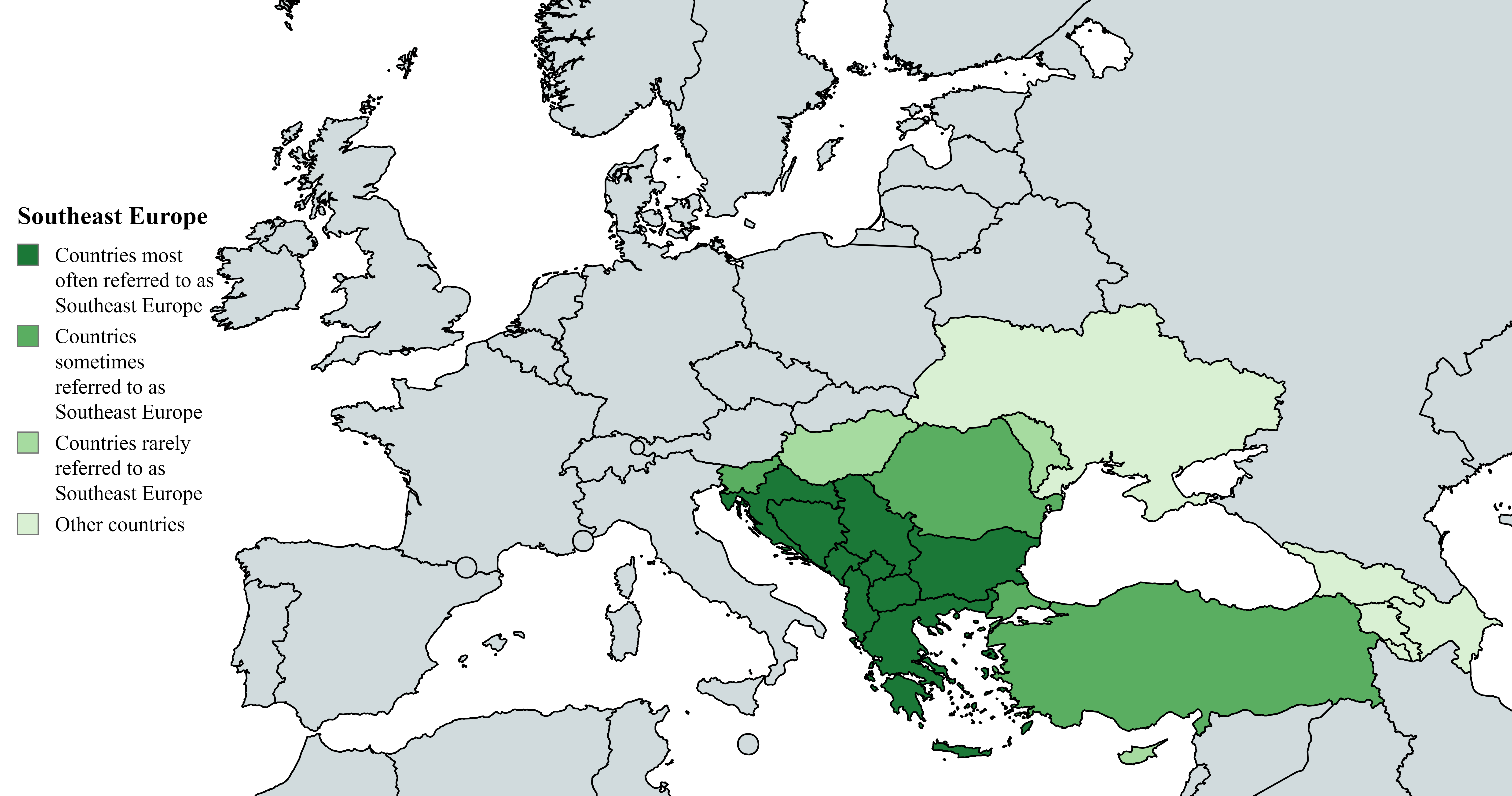
نقشه تعریف‌های مختلف اروپای جنوب شرقی

نخستین بار از اصطلاح «جنوب شرق اروپا» در اتریش توسط پژوهشگر(کارشناس امروزی) مسائل جغرافیایی اروپا یعنی یوهان گئورگ فون هان (۱۸۱۱–۱۸۶۹) به عنوان یک اصطلاح گسترده‌تر از «بالکان» مطرح شد.

### شبیه‌سازی بالکان
این مفهوم بر اساس مرزهای شبه‌جزیرهٔ بالکان است. کشورهای داخل منطقهٔ بالکان عبارتند از: یونان، آلبانی، کوزوو، بوسنی و هرزگوین، بلغارستان، مقدونیه و مونته‌نگرو.
کشورهایی که تا حدودی در منطقه شرح داده شده‌اند عبارتند از: کرواسی، رومانی با صربستان با اسلوونی و ترکیه است.

### کشورهای جنوب‌شرقی اروپا
- آلبانی
- بوسنی و هرزگوین
- بلغارستان
- کرواسی[۸][۹][۱۰]
- قبرس
- یونان
- کوزوو[الف]
- مقدونیه شمالی
- مولدووا
- مونته‌نگرو
- رومانی
- صربستان
- اسلوونی
- ترکیه

شبه‌جزیرهٔ بالکان

تراکیهٔ شرقی ترکیه که در شمال تنگهٔ بسفر قرار دارد، حدود سه درصد از خاک کشور ترکیه را تشکیل داده و جزئی از جنوب‌شرقی اروپا است. تراکیهٔ شرقی شامل استان ادیرنه، استان قرقلرایلی، استان تکیرداغ و بخشی از استان استانبول می‌باشد.

### پیمان دوام در جنوب‌شرقی اروپا
پیمان دوام در جنوب‌شرقی اروپا در سال ۱۹۹۹ با هدف با هدف تقویت صلح و دموکراسی و حقوق بشر و اقتصاد در کشورهای جنوب‌شرقی اروپا به وجود آمد که تا سال ۲۰۰۸ برقرار بود؛ از آن پس شورای همکاری منطقه‌ای (RCC) در فوریهٔ ۲۰۰۸ جایگزین آن شد. RCC مؤسسه‌ای است که کشورهای خارج از منطقه نیز مانند اتحادیهٔ اروپا، ایالات متحده، ژاپن و ترکیه هم در آن قرار دارند. آلبانی و بوسنی و هرزگوین، بلغارستان، کرواسی، مقدونیه، مولداوی، مونته‌نگرو، رومانی و صربستان اعضای اصلی شورای همکاری منطقه‌ای هستند.

### همکاری‌های فرامنطقه‌ای جنوب‌شرقی اروپا
جنوب‌شرق اروپا طی یک برنامهٔ تنظیم شده در چارچوب سیاست‌های فرامنطقه‌ای ارضی به همکاری با اتحادیهٔ اروپا به منظور بهبود یکپارچه‌سازی و رقابت در این منطقه پرداخته‌اند.

## یادداشت
1. 1 2  سرزمین کوزوو محل مناقشه میان جمهوری کوزوو و جمهوری صربستان است. جمهوری کوزوو در ۱۷ فوریه ۲۰۰۸ به طور یک‌جانبه اعلان استقلال کرد اما صربستان همچنان آن را جزئی از خاک خود تلقی می‌نماید. دو کشور در سال ۲۰۱۳ در پی توافق بروکسل اقدام به عادی‌سازی روابط نمودند. ۱۱۳ کشور از ۱۹۳ کشور عضو سازمان ملل متحد، کوزوو را به عنوان کشوری مستقل به رسمیت شناخته‌اند و ۱۰ کشور از اقدام خود بازگشته‌اند.